# Estação Cascadura
Cascadura é uma estação de trem da Zona Norte do Rio de Janeiro. Atualmente, é uma das paradas das linhas Santa Cruz (nos dias úteis) e Japeri (nos domingos e feriados).

## História
Foi inaugurada em 1858. O nome deriva da dificuldade para a passagem da linha no local devido ao terreno duro (casca dura). Já em 1879, partia desta estação o chamado Ramal do Campinho, que levava "ao estabelecimento militar do Governo nessa localidade" - partia exatamente do então km 15,334 para a esquerda (Francisco Pereira Passos: As estradas de ferro do Brasil, 1879).
Quando o Barão tinha 18 anos de idade, uma das grandes maravilhas do seu século chegava bem perto de Jacarepaguá: o trem. No dia 29 de março de 1858. O Imperador Dom Pedro II inaugurou a estrada de ferro, que recebeu seu nome e foi rebatizada no início da República como Estrada de Ferro Central do Brasil. No ponto de cruzamento com a Estrada Real de Santa Cruz foi também inaugurada neste dia a estação de Cascadura, a mais próxima de Jacarepaguá (a estação de Madureira surgiu já na República no dia 15 de junho de 1890). A população de Jacarepaguá ia a cavalo, deixava os animais nas cocheiras perto da estação e sorridentes embarcava no trem. Alguns, em regiões mais próximas como do Vale do Marangá, quase sempre iam a pé. Não podiam, entretanto, perder o horário, pois apenas circulavam dois trens por dia para cada sentido. Em março de 1875, o acesso de Jacarepaguá para a estação de Cascadura melhorou bastante com a implantação dos bondes de tração animal. A Companhia Ferro-Carril de Jacarepaguá, cujo principal acionista era Eliene Campos, ligou com bondes as localidades de Cascadura e Tanque, passando pelo Vale do Marangá. Logo depois aconteceram os prolongamentos para a Freguesia e Taquara. Durante todo o restante do século XIX e primeira década do século XX, os bondes de Jacarepaguá eram puxados a burros. Em abril de 1911, a Light comprou a companhia e, nesse mesmo ano, iniciou a eletrificação das linhas. Em 1912, já eletrificado, o bonde de Jacarepaguá serviu de cortejo fúnebre do republicano histórico Quintino Bocaiúva (1836-1912). O Senador Quintino possuía uma chácara no subúrbio na então Estação de Cupertino (atualmente Quintino). Antes de morrer, ele pediu para ser sepultado no Cemitério de Jacarepaguá. O féretro veio do centro do Rio pelo trem da Central, em Cascadura, o cortejo seguiu de bonde até o Pechincha. Entre as figuras ilustres que acompanharam o corpo de Quintino pelas ruas de Jacarepaguá, estava o então Presidente da Republica, o Marechal Hermes da Fonseca (1855-1923). Os bondes de Jacarepaguá foram desativados em 1964. (www.acija.org.br/site/histjpa.htm).

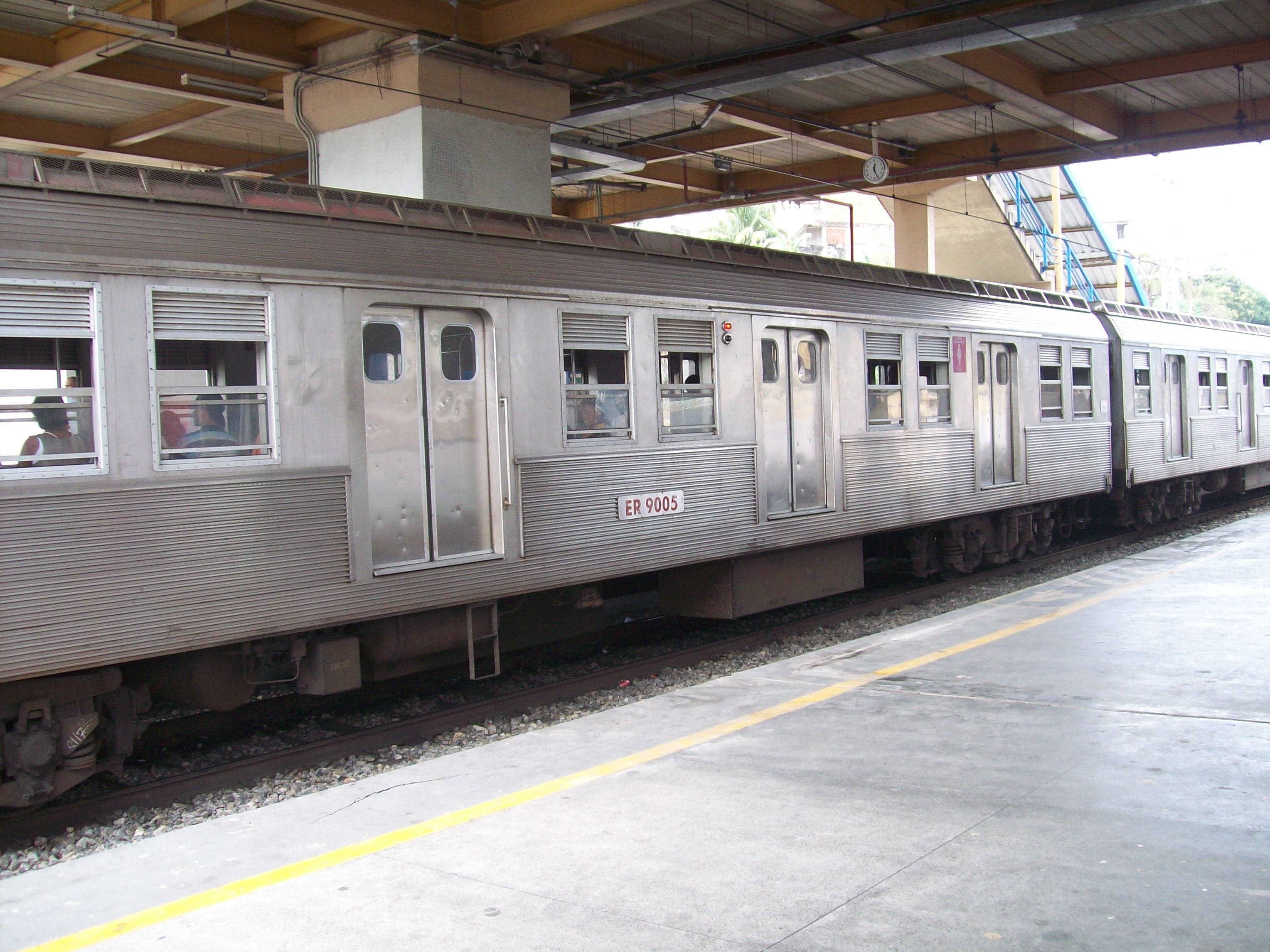
Trem da SuperVia na Estação Cascadura.

A partir de 1861, três anos após a abertura da linha, a estação de Cascadura passou a ser o ponto terminal da primeira linha de subúrbios da ferrovia, aberta neste ano com oito estações (Nota: O autor Pereira Passos fala que eram elas: São Cristovão, São Francisco Xavier, Riachuelo, Engenho Novo, Todos os Santos, Engenho de Dentro, Piedade e Cascadura, porém, 4 delas [Riachuelo, Todos os Santos, Engenho de Dentro e Piedade] teriam sido abertas somente em anos posteriores, se conferirmos as datas oficiais. Fica a dúvida) (Francisco Pereira Passos: As estradas de ferro do Brasil, 1879).
Em 1899, foi estendida à estação a iluminação por acetileno (Memória Histórica da EFCB, 1908, p. 489). Na primeira década do século XX foi construído um novo prédio para a estação (Memória Histórica da EFCB, 1908, p. 509). É até hoje estação de subúrbios e durante muito tempo foi também uma das estações em que paravam também os trens de longo percurso da Central do Brasil. O prédio da estação hoje é bem diferente e mais moderno do que aparece na fotografia de 1908.

## Plataformas
Plataforma 1A: Sentido Deodoro
Plataforma 1B: Sentido Central do Brasil
Plataforma 2C: Não é utilizada
Plataforma 2D: Não é utilizada